# Liste des pays producteurs d'électricité nucléaire

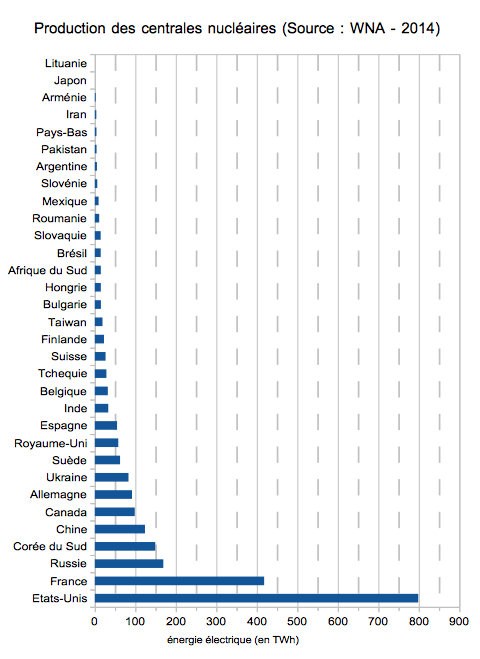
Production d'électricité nucléaire par pays en 2014 (en TWh) - Source : Association nucléaire mondiale

Au 19 avril 2024, on peut recenser 32 pays producteurs d'électricité nucléaire, qui exploitent 417 réacteurs nucléaires électrogènes en fonctionnement, d'une puissance totale de 375,6 GWe. Ils disposent de plus de 25 réacteurs à l'arrêt, en attente de redémarrage (21,2 GWe) et de 58 réacteurs en construction (60,4 GWe). En 2022, les 401 réacteurs en fonctionnement ont produit 2 487 TWh.
En plus des pays énumérés ci-dessous, plusieurs autres pays, comme l'Australie, ont des réacteurs de recherche, mais ne prévoient pas de se développer dans l'énergie nucléaire commerciale. Seuls les réacteurs commerciaux enregistrés auprès de l'Agence internationale de l'énergie atomique sont énumérés ci-dessous.
Bien que l'énergie nucléaire génère beaucoup de puissance, les risques encourus par le combustible nucléaire utilisé, que beaucoup considèrent comme des « déchets », ainsi que les coûts initiaux élevés pour construire les centrales font qu'il est souvent un choix controversé. Ainsi, les différentes nations ont des attitudes très différentes à propos de l'énergie nucléaire ; certains, comme la France, génèrent la majorité de leur électricité par l'énergie nucléaire. D'autres, comme la Belgique, envisagent de démanteler l'ensemble de leurs centrales nucléaires. D'autres encore reconsidèrent leur démantèlement et envisagent de relancer une industrie nucléaire, comme l'Italie.
En 2011, l'électricité d’origine nucléaire représente un peu plus de 12 % de l’électricité mondiale, et 5,3 % de l’énergie totale consommée dans le monde. En 2014, elle représente 10,8 % de la production mondiale d'électricité. En 2019, sa part dans la production mondiale d'électricité est de 10,1 %.

## Particularités nationales
Les États-Unis sont le plus grand producteur d'électricité nucléaire du monde, tandis que la production d'électricité nucléaire française est la plus grande en proportion.
Plusieurs pays ont exploité des réacteurs nucléaires dans le passé, mais n'en utilisent plus actuellement. Parmi eux, on peut relever :
- l'Italie a fermé toutes ses centrales nucléaires vers 1990, et le programme nucléaire italien a été stoppé par le référendum italien de 1987 ;
- le Kazakhstan a abandonné l'énergie nucléaire en 1999, mais envisage d'y revenir vers 2035[8] ;
- l'Allemagne a exploité des centrales nucléaire à partir des années 1960 jusqu'à la fin de son plan national de sortie du nucléaire civil en 2023.

L'Espagne a confirmé en fin 2023 son plan de sortie du nucléaire, qui devrait aboutir en 2035 avec la fermeture des dernières centrales. La Suède et la Belgique avaient envisagé de se retirer de l'énergie nucléaire, mais sont en train de revoir leurs plans.
Beaucoup de pays ont tenté d'avoir une industrie nucléaire nationale, mais y ont renoncé avant d'aboutir à la mise en service d'une centrale. Parmi ceux qui sont allés le plus loin, on peut relever :
- l'Autriche, qui a construit la centrale nucléaire de Zwentendorf mais ne l'a jamais mise en service ;
- les Philippines, qui ont construit la centrale nucléaire de Bataan sans l'achever.

Hong Kong est également particulier : bien qu'aucune centrale nucléaire n'existe sur son territoire, l'État importe 80 % de son électricité depuis la centrale nucléaire de la baie de Daya située sur la frontière et dans laquelle l'État a une participation,.

## Liste
| Pays                | Réacteurs   | Réacteurs | Capacité (MW) | Production (GWh) | % total | Facteur de charge | Observations                                                                                           |
| Pays                | En exploit. | En const. | Capacité (MW) | Production (GWh) | % total | Facteur de charge | Observations                                                                                           |
| ------------------- | ----------- | --------- | ------------- | ---------------- | ------- | ----------------- | --- |
| Monde               | 401         | 57        | 361 155       | 2 486 834        | NC      | 79 %              | |
| Argentine           | 3           | 1         | 1 641         | 7 470            | 5,4 %   | 52 %              | |
| Arménie             | 1           | 0         | 416           | 2 631            | 31,0 %  | 72 %              | |
| Bangladesh          | 0           | 2         | 2 000         | NC               | NC      | NC                | |
| Biélorussie         | 1           | 1         | 1 110         | 4 411            | 11,9 %  | 45 %              | |
| Belgique            | 7           | 0         | 5 942         | 41 744           | 46,4 %  | 80 %              | Sortie du nucléaire projetée, puis reportée.                                                           |
| Brésil              | 2           | 1         | 1 884         | 13 745           | 2,5 %   | 83 %              | |
| Bulgarie            | 2           | 0         | 2 006         | 15 784           | 32,6 %  | 90 %              | |
| Canada              | 19          | 0         | 13 624        | 81 718           | 12,9 %  | 68 %              | |
| Chine               | 54          | 21        | 52 181        | 395 354          | 5,0 %   | 86 %              | |
| Tchéquie            | 6           | 0         | 3 934         | 29 310           | 36,7 %  | 85 %              | |
| Égypte              | 0           | 4         | NC            | NC               | NC      | NC                | |
| Finlande            | 5           | 0         | 4 394         | 24 242           | 35,0 %  | 63 %              | |
| France              | 56          | 1         | 61 370        | 282 093          | 62,6 %  | 52 %              | |
| Hongrie             | 4           | 0         | 1 916         | 14 954           | 47,0 %  | 89 %              | |
| Inde                | 19          | 8         | 6 290         | 41 972           | 3,1 %   | 76 %              | |
| Iran                | 1           | 2         | 915           | 6 009            | 1,7 %   | 75 %              | |
| Japon               | 33          | 2         | 31 679        | 51 908           | 6,1 %   | 19 %              | Beaucoup de réacteurs arrêtés depuis l'accident nucléaire de Fukushima.                                |
| Mexique             | 2           | 0         | 1 552         | 10 539           | 4,5 %   | 78 %              | |
| Pays-Bas            | 1           | 0         | 482           | 3 931            | 3,3 %   | 93 %              | |
| Pakistan            | 6           | 1         | 3 262         | 22 219           | 16,2 %  | 78 %              | |
| Roumanie            | 2           | 0         | 1 300         | 10 222           | 19,4 %  | 90 %              | |
| Russie              | 37          | 6         | 27 727        | 209 517          | 19,6 %  | 86 %              | |
| Slovaquie           | 5           | 1         | 2 308         | 14 830           | 59,2 %  | 73 %              | |
| Slovénie            | 1           | 0         | 688           | 5 311            | 42,8 %  | 88 %              | La centrale nucléaire de Krško située en Slovénie est une copropriété de la Slovénie et de la Croatie. |
| Afrique du Sud      | 2           | 0         | 1 854         | 10 124           | 4,9 %   | 62 %              | |
| Corée du Sud        | 25          | 3         | 24 489        | 167 514          | 30,4 %  | 78 %              | |
| Espagne             | 7           | 0         | 7 123         | 56 150           | 20,3 %  | 90 %              | Sortie du nucléaire programmée.                                                                        |
| Suède               | 6           | 0         | 6 937         | 50 018           | 29,4 %  | 82 %              | |
| Suisse              | 4           | 0         | 2 973         | 23 180           | 36,4 %  | 89 %              | Sortie progressive du nucléaire programmée.                                                            |
| Taïwan              | 3           | 0         | 2 859         | 22 917           | 9,1 %   | 92 %              | |
| Turquie             | 0           | 4         | NC            | NC               | NC      | NC                | |
| Ukraine             | 15          | 2         | 13 107        | 81 126           | 55,0 %  | 71 %              | En 2021, avant l'invasion de l'Ukraine par la Russie.                                                  |
| Émirats arabes unis | 3           | 1         | 4 011         | 19 300           | 6,8 %   | 55 %              | |
| Royaume-Uni         | 12          | 2         | 7 343         | 43 605           | 14,2 %  | 68 %              | |
| États-Unis          | 93          | 1         | 95 523        | 772 221          | 18,2 %  | 92 %              | |

## Cartes

Part du nucléaire dans la production nationale d'électricité.

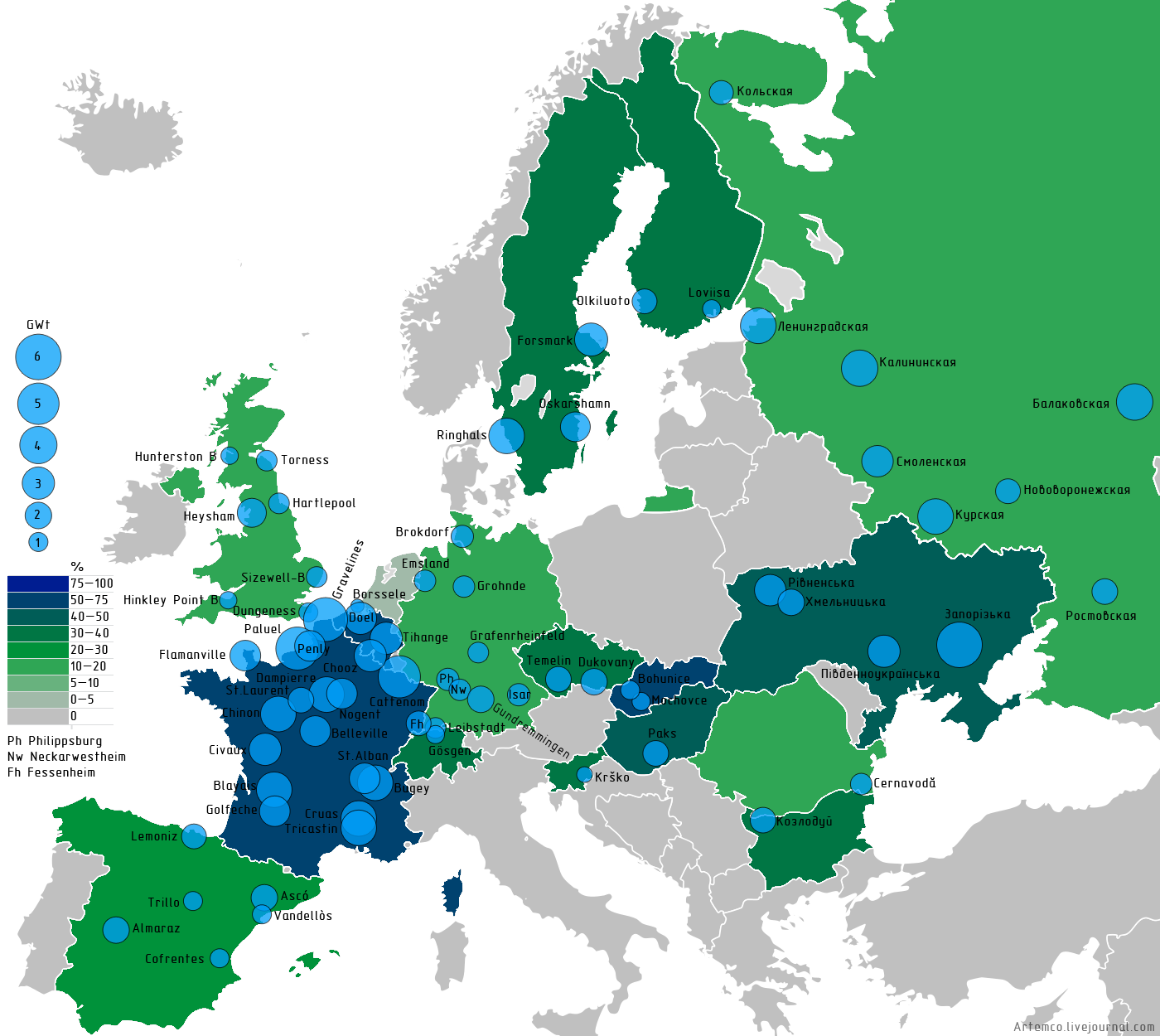
Centrales nucléaires en Europe en 2014.

Statut des réacteurs nucléaires référencés, en avril 2023
Réacteurs actifs, réacteurs en construction
Réacteurs actifs, planification de nouveaux projets
Pas de réacteur, réacteurs en construction
Pas de réacteur, projets de nouvelles constructions
Réacteurs actifs, stable
Réacteurs actifs, en cours de démantèlement
Nucléaire civil interdit
Pas de réacteur